# Bureau de l'Intérieur
Pour les articles homonymes, voir Département de l'Intérieur.
Le Bureau de l'Intérieur (anglais : Home Office), également connu sous le nom de département de l'Intérieur (Home Department), est un département exécutif du gouvernement britannique chargé des compétences de politiques intérieures comme la sécurité publique en Angleterre et au pays de Galles.
Il est dirigé par le secrétaire d'État à l'Intérieur, plus couramment appelé Home Secretary. Winston Churchill, qui est parmi les titulaires les plus illustres, exerce la fonction entre 1910 et 1911 sous Herbert Henry Asquith. Si le Home Office a la responsabilité du Security Service (ou « MI-5 »), ce service de renseignement n'est pas un organe du département de l'Intérieur.

## Histoire
Le Home Office a été créé le 27 mars 1782 sur la base de l'ancien Département du Sud (Southern Department). Le même jour, le Département du Nord fut renommé Foreign Office.
Pour accorder les nouveaux noms, toutes les responsabilités domestiques furent transférées au Home Office, et toutes les affaires étrangères au Foreign Office.

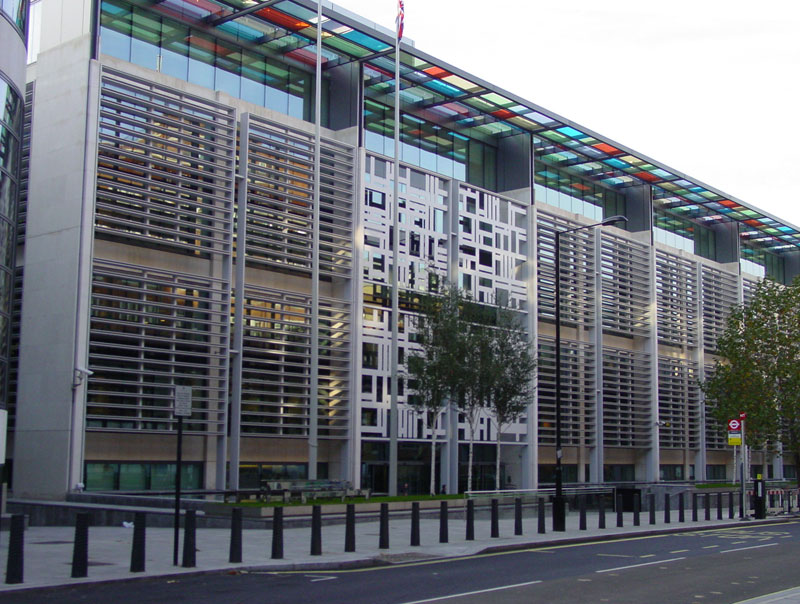
Nouveau bâtiment du Home Office à Marsham St.

## Missions
Le Home Office a pour objectifs :
- de réduire le crime
- de s'assurer que le peuple se sent en sécurité dans sa vie quotidienne
- de protéger le Royaume-Uni des attaques terroristes
- de rééquilibrer le système judiciaire criminel en faveur des victimes et des honnêtes citoyens
- de gérer les délinquants afin de protéger le public et de réduire la délinquance
- de sécuriser les frontières du Royaume-uni, de prévenir l'immigration illégale

La décentralisation de la politique de sécurité varie à l'intérieur du Royaume-Uni : la plupart des politiques du maintien de l'ordre public sont décentralisées en Écosse ou en Irlande du Nord, mais certains aspects non dévolus (Reserved and excepted matters) sont gérés par Westminster.

### Écosse
- immigration et nationalité
- sécurité nationale et contre-terrorisme
- abus de drogues
- services d'urgence
- extradition
- armes à feu
- procédures scientifiques sur des animaux vivants

Le Gouvernement écossais et les Directions des Communautés (Scottish Government Justice and Communities Directorates) sont responsables de la police et de la sécurité civile.

### Irlande du Nord
- immigration et nationalité
- sécurité nationale
- extradition

Les affaires suivantes n'ont pas été transférées à la gestion du gouvernement d'Irlande du Nord :
- classification des drogues
- Serious Organised Crime Agency
- sécurité des explosifs
- parades et défilés

### Pays de Galles
D'après les termes de la décentralisation galloise, les domaines d'action spécifiques sont transférés à l'Assemblée nationale du pays de Galles (National Assembly for Wales), plutôt que réservés à Westminster.

## Direction
L'équipe ministérielle du Home Office actuelle est :
- Secrétaire d'État à l'Intérieur : Yvette Cooper
  - Ministre d'État à la Sécurité : Dan Jarvis
  - Ministre d'État à la Police, aux Incendies et à la Prévention de la criminalité : Diana Johnson
    - Sous-secrétaire d'État parlementaire à la Migration et à la Citoyenneté : Seema Malhotra
    - Sous-secrétaire d'État parlementaire à la Protection :
- Secrétaire permanent : Philip Rutnam

## Agences exécutives
- UK Visas and Immigration
- Identity and Passport Service
- Criminal Records Bureau

En 2008 et en 2009, le Home Office pilote un dossier destiné à créer une énorme base de données qui contiendra une liste des appels téléphoniques et des courriels des Britanniques dans le but souhaité de contrecarrer les actes terroristes et les crimes sérieux,. Dans le but de réduire les coûts d'établissement et d'opération d'une telle base de données, estimés à 12 milliards de livres sterling en décembre 2008, il est probable que des entreprises privées en deviennent les maîtres d'œuvre, malgré les inquiétudes entourant les fuites d'informations touchant la vie privée des Britanniques.
Au début de janvier 2009, le Home Office a autorisé la mise en place d'un programme de recueil d'information à distance : la police britannique peut analyser le contenu des ordinateurs se trouvant sur le territoire britannique si un officier supérieur (senior officer) autorise l'analyse. Cette décision survient dans un contexte où plusieurs gouvernements européens, dont celui de la Grande-Bretagne, souhaitent contrer plus activement le terrorisme en échangeant différentes informations.

## Annexe

### Lien  externe
- (en) Site officiel